# Corn da Tinizong
Corn da Tinizong to szczyt w paśmie Albula-Alpen, w Alpach Retyckich. Leży we wschodniej Szwajcarii, w kantonie Gryzonia. Szczyt leży pomiędzy Piz Mitgel na zachodzie, a Piz Ela na wschodzie.